# Ecarin Clotting Time
Die Bestimmung der Ecarin Clotting Time (ECT, engl.) ist in der Labormedizin eine Methode zur Therapiekontrolle der Antikoagulation mit direkten Thrombininhibitoren wie Hirudin, Dabigatran, Argatroban und Bivalirudin.

## Testprinzip
Die Messung erfolgt in der Regel aus Citratblut. Messgröße ist die Gerinnungszeit in Sekunden. Der Test basiert auf der Wirkung von Ecarin. Dabei handelt es sich um einen Giftbestandteil der Schlange Gemeine Sandrasselotter (Echis carinatus). Ecarin ist eine Metalloprotease, die den Gerinnungsfaktor Prothrombin zu Meizothrombin aktiviert. Thrombin und Meizothrombin setzen den Gerinnungsprozess durch Spaltung von Fibrinogen zu Fibrin in Gang, wenn sie nicht von Thrombininhibitoren gehemmt werden. Die fibrinogenaktivierende Wirkung von Meizothrombin ist geringer als die des Thrombins. Wie Thrombin wird Meizothrombin durch die Thrombininhibitoren gehemmt. Konzentrationsabhängig werden die Thrombininhibitoren aus dem Gleichgewicht entfernt, so dass Meizothrombin die plasmatische Gerinnung einleiten kann. Die Gerinnungszeit ist dabei proportional zur Konzentration des Thrombininhibitors.
Zielbereiche für die Verlängerung der Gerinnungszeit sind abhängig von der zu behandelnden Erkrankung, des verwendeten Thrombininhibitors und vom Testsystem.